# José Fariña Jamardo
José Fariña Jamardo, escritor gallego. En su polifacética obra destacan la novela, la poesía y los ensayos. Fue un importante teórico de la administración local gallega a la que dedicó buena parte de su vida. También publicó varias novelas en gallego y castellano y libros de poemas en gallego. Nació en Caldas de Reyes (Pontevedra), el 26 de abril de 1919. Falleció en Madrid el 19 de agosto de 2008.

## Biografía
Al terminar la guerra civil española, en la que tuvo varios destinos (entre ellos, Madrid), estuvo dando clase como maestro durante un corto período de tiempo en Gijón, hasta que obtuvo plaza por oposición como Secretario de Administración Local en el Ayuntamiento de Villa de Cruces (Pontevedra). Casi de inmediato se casó con María Elena Tojo Barreiro, una maestra gallega, hija de maestro, con la que convivió toda su vida y que le sobrevivió sólo unos meses.  
Doctor en Derecho por la universidad Complutense de Madrid, con sobresaliente cum laude, y Diplomado en Administración Local, tuvo una vida profesional muy intensa como secretario de los ayuntamientos de Villa de Cruces, Carballino, Cáceres, Corral de Almaguer, Getafe, y la Diputación provincial de Pontevedra, donde se jubiló. Fue Vicepresidente del Colegio de Ourense, Presidente del de Madrid, secretario y luego Presidente del Colegio Nacional de Secretarios, Interventores y Depositarios de España, y profesor y jefe de estudios del Instituto Nacional de Administración Local. También, y durante una década, fue director Administrativo en Madrid de la empresa Barreiros Diesel y luego de Chrysler España. 
Se le designó por decreto Oficial Mayor del Parlamento de Galicia, para su constitución y primera etapa, y con posterioridad fue nombrado Asesor. Hasta su muerte formó parte como académico correspondiente de la Real Academia de la Historia, y fue miembro de número del Instituto de Estudios de Administración Local, además de ser Hijo Adoptivo y Cronista Oficial del municipio de Getafe en Madrid.
Tiene dedicada una calle en la villa de Portonovo, que pertenece al Municipio de Sangenjo en la provincia de Pontevedra.

## Obra publicada
De investigación y ensayo: 
- Instrucciones a los alcaldes de barrio y celadores para el mejor desempeño de su función (1948)
- Mosaico municipal (1961)
- Guía de Carballino (1961)
- A flor de piel (1969)
- La vida municipal es así (1975)
- La parroquia rural en Galicia (1975, premio Marqués de Carbó)
- A persoalidade da parroquia galega (gallego, 1976)
- Agonía y muerte del Municipio rural (1977)
- El Getafe del siglo XVI (1978)
- El hábitat gallego (1981)
- La población de Getafe (1981)
- El Getafe del siglo XVIII (1981)
- Concellos abertos na Limia (gallego, 1982)
- La población de Getafe: 1497-1982 (1984)
- La entidad local menor y su proyección en Galicia (1985)
- El pequeño mundo de la vida local (1986)
- La Diputación de Pontevedra: 1836-1986 (1986)
- O nacemento dos axuntamentos da provincia de Pontevedra (gallego, 1987, premios Diputación y Losada Diéguez)
- A parroquia rural en Galicia (1996)
- A Deputacion de Pontevedra: 1836-1986 (1986)
- Os Concellos galegos. Parte xeral (gallego, 1991)
- Os Concellos galegos. Parte Especial (gallego, 1983)
- Nacemento, evolucion e desnreolo dos concellos pontevedreses (gallego, 1998)

Literatura:
- Señor Secretario (castellano, 1955, premio Certamen de novela)
- Carballiño. Poemas o xeito vello pra unha vila nova (galego, 1957, poesía)
- Historias de la Brea (castellano, 1964, novela)
- Pepiño (castellano, 1966, premio Valle Inclán de novela)
- Co sorriso nos beizos (gallego, 1969, cuentos)
- O meson do birollo (gallego, 1971, novela)
- La balada del wolfram (castellano, 1977, novela)
- A Liña.Carballiño- Ribadavia, trinta minutos (gallego, 1980, novela)
- A feira do Carballiño (gallego, 1981, novela)

- Tiroliro a sete voces (gallego, 1984, novela)
- Golfaróns de sangue (gallego, 1989, novela)
- Pepiño (gallego, 2003, novela)
- Coa alma espida (gallego, 2003, poesía)
- Unha vida calquera (gallego, 2006, novela)
- Memorial de Xoaquín Pérez (gallego, 2010, novela póstuma)

## Premios y distinciones
Le fueron concedidos varios premios como el de investigación,  Premio Marqués Carbo, de Barcelona, por el manuscrito de La parroquia rural en Galicia, y el del Consultor, de Madrid, sobre un tema local.  
Sobre artículos publicados en prensa o revistas, el Ruiz del Castillo (1969), el de O Centolo de ouro (1972), Pontevedra, Capital de las Rías Baixas (1975), Julio Camba (1984), La flor de la Camelia (1985) y el Premio Galicia de Periodismo, otorgado por la Junta en 1985. Sus colaboraciones prensa y revistas fueron muy numerosas, lo mismo que en conferencias, pregones, folletos, en especial sobre historia local.  
Se le concedió también un Premio Especial de la Diputación de Pontevedra, por el manuscrito de O nacemento dos axuntamentos na provincia de Pontevedra, en 1986, que al ser publicada en 1987, obtuvo el Premio Losada Dieguéz.  
De novela, los Premios Certamen 1955 a Señor Secretario, y el Valle Inclán del Centro Gallego de Buenos Aires, a Pepiño en 1957. Y por el conjunto de su obra le fue concedido el premio Otero Pedrayo en 1982.